# De Anderen

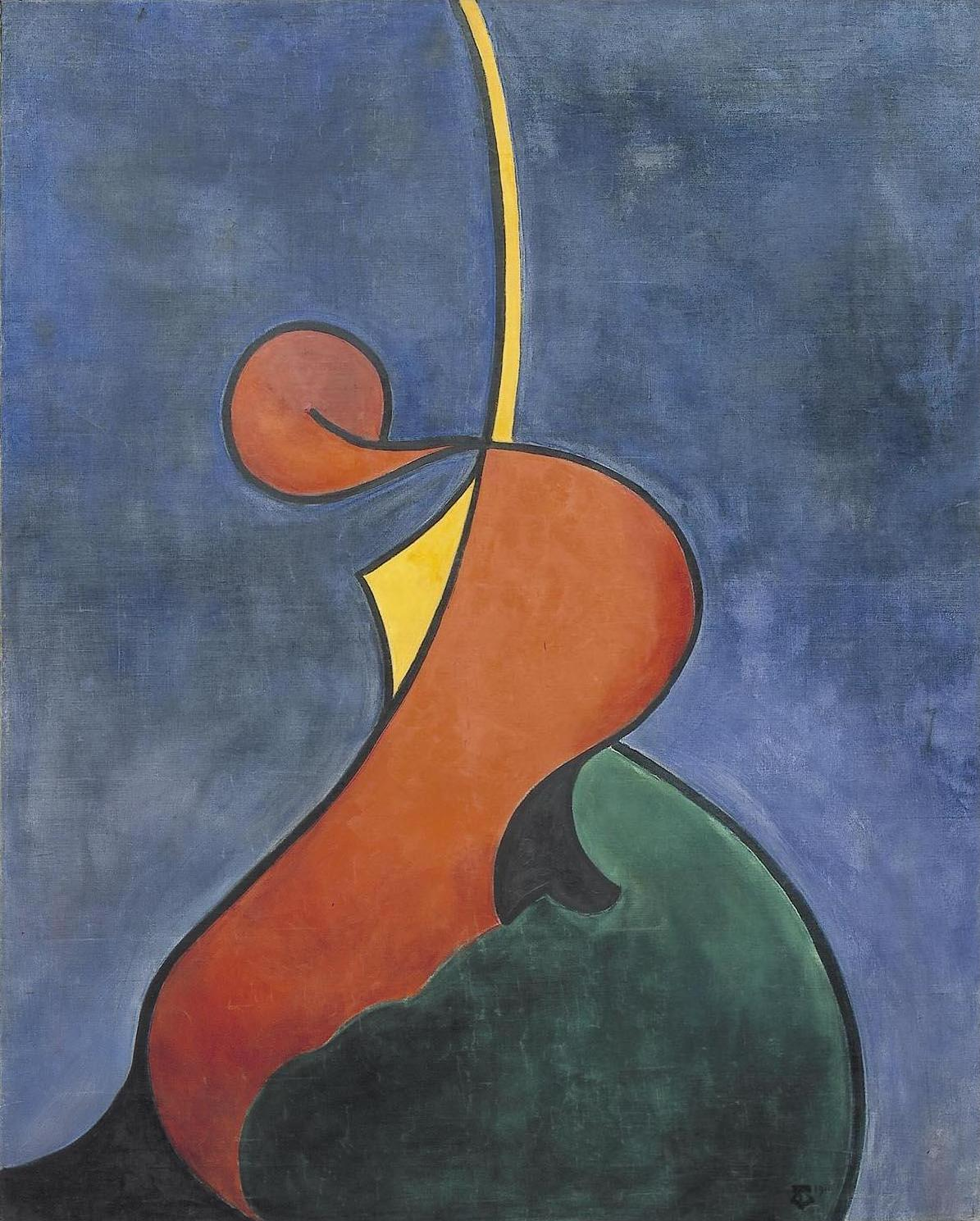
Theo van Doesburg. Mouvement héroïque. 1916. Utrecht, Centraal Museum.

De Anderen is een kunstenaarsvereniging die in 1916 kort bestaan heeft.

## Oprichting
De Anderen werd op 24 maart 1916 in Amsterdam opgericht door Erich Wichman, Lou Saalborn en Theo van Doesburg. Zij richtte zich op de 'meest moderne kunstenaars' en stelde zich, volgens een circulaire, ten doel 'het organiseeren van permanente tentoonstellingen in Binnen- en Buitenland, voorts door het houden van voordrachten en het desgewenscht verkoopen van de werken der kunstenaars-leden'. Op 19 juli werd in het American Hotel in Amsterdam het definitief bestuur gekozen met Wichmann als voorzitter, Johannes Tielens vicevoorzitter, Van Doesburg 1e secretaris, Saalborn 2e secretaris en Phocas Fokkens penningmeester. Onder de leden bevonden zich: Thomas Denier (pseudoniem van Gesinus ten Doesschate), Pieter Djurre Duursma, Laurens van Kuik, Agathe Wegerif-Gravestein en Bertha de Boer.
De vereniging heeft slechts één tentoonstelling georganiseerd: van 7 mei tot 7 juni in Kunstzalen d'Audretsch in Den Haag. Speciaal voor deze tentoonstelling schilderde Van Doesburg zijn Mouvement héroïque. Onder de leden van De Anderen bevond zich ook Janus de Winter, die zich echter vlak voor de opening van de tentoonstelling bij D'Audretsch terugtrok. Van Doesburg verliet de groep later dat jaar om samen met Mondriaan, Huszár en Van der Leck de groep 'bewust abstracten' of 'werkelijk anderen' te vormen, waar later de De Stijl-groep uit voort zou komen.

## Heroprichting
In 1923 werd een poging gedaan de activiteiten van De Anderen te hervatten, zij het dit keer op internationaal niveau. Een nieuw bestuur, bestaande uit Theo van Doesburg (voorzitter), Vilmos Huszár (vicevoorzitter), de schilder Johannes Tielens en Nelly van Moorsel (secretaris), nam zich voor niet alleen tentoonstellingen, maar ook conferenties, muziek- en theateruitvoeringen en literaire bijeenkomsten te organiseren, voor iedereen die een bijdrage wilde leveren aan de ontwikkeling van de 'nieuwe richting'. Van dit alles kwam echter niets terecht. Wel organiseerde Van Moorsel najaar-winter 1929-1920 een reeks tentoonstellingen onder de naam ESAC (Expositions Sélectes d'Art Contemporain).